# Mason County (Illinois)
Mason County is een county in de Amerikaanse staat Illinois.
De county heeft een landoppervlakte van 1.396 km² en telt 16.038 inwoners (volkstelling 2000). De hoofdplaats is Havana.